# Nuestra Señora de las Escuelas Pias
 Nuestra Señora de las Escuelas Pías es una advocación mariana perteneciente a los Escolapios (Orden de las Escuelas Pías).

## Descripción de la Imagen

### María
La Pintura Representa a la Santísima Virgen María con el Niño Jesús en brazos. 
La Virgen María se muestra en actitud sentada. 
Tiene al Niño Jesús abrazado (a esta Iconografía se le llama Odighitria).
El Niño esta en actitud de decir Ven aquí y acude a la Intercesión de María.

### Jesús
El Niño Jesús está Abrazando a su Madre lo que Refleja la Amorosa Intercesión y Amorosa Protección de la Madre de Dios.

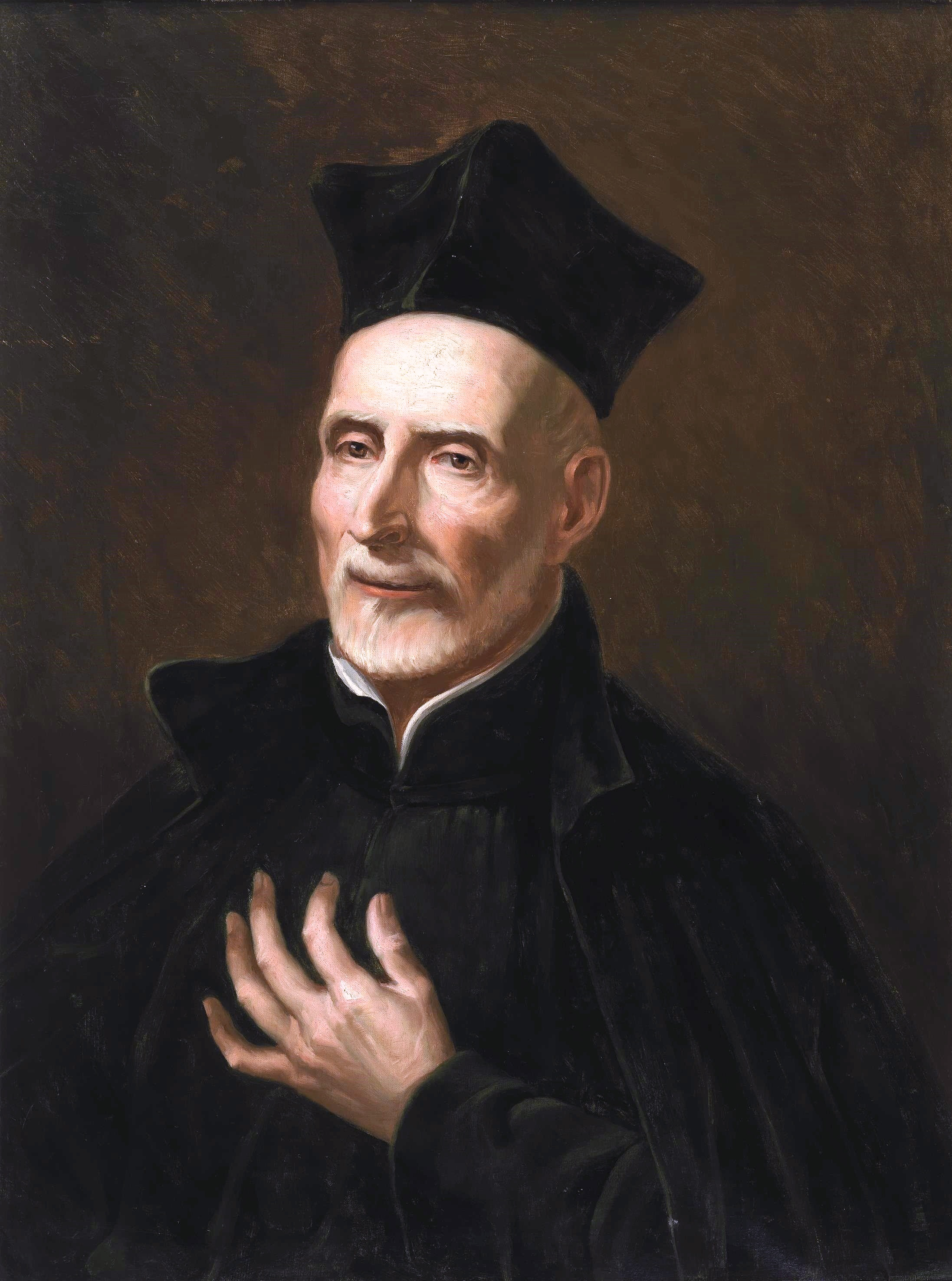
San José de Calasanz Fundador de los Escolapios

## Historia
La imagen de la Virgen María pertenece a la advocación de Nuestra Señora de Frascati. La misma fue entregada por San José de Calasanz a esta población en el año 1617. Frascati fue la primera fundación de las Escuelas Pías fuera de Roma, realizada por el mismo Calasanz acompañado de los Padres Gaspar Dragonetti, Glicerio Landriani y otros tres compañeros.
Esta imagen, realizada en cobre, la había recibido el santo de manos de la familia Bovarelli. Ésta, permanecía en un oratorio privado, la cual se reunía diariamente a rezar el rosario a sus pies. La devoción se fue expandiendo lentamente a extraños, atraídos por las gracias y favores que la Bendita Madre otorgaba a sus devotos. Ante un robo y posterior devolución de la imagen, el Sr. Bovarelli decide obsequiar la imagen a José de Calasanz, para que sea expuesta a la veneración pública en una iglesia. Es así como Calasanz decide llevar la imagen a Frascati, constituyéndola protectora de las Escuelas Pías y de esa población. Es la misma imagen que posteriormente será invocada como Reina de las Escuelas Pías. La población de Frascati recuerda la protección milagrosa de la Virgen María en los violentos terremotos que acechaban la región. No parece, sin embargo, debidamente probado el milagro que se atribuye a Calasanz de resucitar a un niño, ahogado por su madre mientras dormía, con solo rezar una Salve con los niños ante la Madre de las Escuelas Pías.
No fue si no hasta 1688 que Magdalena Mansueti Baglioni dono al Padre General de la Orden Alessio Armini un bello lienzo de dos metros por un metro cincuenta céntimos de autor Anónimo para embellecer el altar mayor de San Pantaleon, la cual terminaría convirtiéndose en la Imagen de la Advocación de los Escolapios por excelencia. 

## Oración
"A tu amparo y protección, Madre de Dios acudimos, no desprecies nuestros ruegos y de todos los peligros, Virgen gloriosa y bendita, defiende siempre a tus hijos. Amén."  Esta oración está escrita por San José de Calasanz y adaptada musicalmente por el compositor y director de orquesta español Constantino Martínez-Orts.